# Lars E. Christiansen
 Der er flere personer med dette navn, se Lars Christiansen.
Lars Erik Christiansen (født 28. april 1935 i Aarhus, død 17. november 2007) var en dansk journalist, der særlig var kendt for sit mangeårige virke i Trafikradio hos DR.
Christiansen var søn af redaktør Kaj Christiansen og fulgte i faderens journalistiske fodspor som kriminalreporter på B.T. Siden grundlagde han i 1968 Trafikradio på DR, et program der kørte frem til 1998, hvor Lars E. Christiansen også stoppede på DR.